# Hybridoneura metachlora
Hybridoneura metachlora là một loài bướm đêm trong họ Geometridae.